# Tim Blue
Tim Blue (Palm Beach Gardens, Florida, 10 de julio de 1984) es un jugador de baloncesto estadounidense que actualmente se encuentra sin equipo. Con 2,05 metros de estatura, juega en la posición de ala-pívot.

## Trayectoria deportiva
Es un ala-pívot formado a caballo entre Indian River State College y Middle Tennessee Blue Raiders y tras no ser drafteado en 2007, daría el salto al baloncesto europeo, en concreto a Holanda en las filas del West-Brabant Giants primero y del GasTerra Flames después.
Más tarde, jugaría en ligas menores como Austria y Finlandia.
En 2012 firmaría con el Olympique d'Antibes con el que ascendería de la Pro B de la Pro A francesa y en las temporadas siguientes se convertiría en capitán del equipo.